# Dale Jamieson
Dale Jamieson is een Amerikaans hoogleraar cultuurfilosofie en recht aan de New York University. Jamieson werkte eerder als hoogleraar op het Carleton College en aan de Universiteit van Colorado in Boulder.